# Метод еквівалентних фільтраційних опорів
Метод еквівалентних фільтраційних опорів, метод Борисова (рос. метод эквивалентных фильтрационных сопротивлений, метод Борисова; англ. equivalent filtration resistance method, Borisov method, нім. Methode f der äquivalenten Filtrationwiderstände, Borissov-Methode f – метод розв’язування задач взаємодії рядів свердловин, за яким складний фільтраційний потік зводиться до простіших при введені в зону різкої зміни потоку додаткових фільтраційних опорів, які враховують деформації потоку. 
При практичному використанні методу фільтраційна схема потоку на основі принципу електрогідродинамічної аналогії замінюється еквівалентною електричною, до якої застосовують закон Кірхгофа.